# Vestervig Klostermølle
Vestervig Klostermølle er en jordstående hollandsk vindmølle, der ligger tæt på Vestervig Kirke. Både møllen og kirken var en del af det nedrevne kloster. Møllen, der er opført ca. 1860, består af en ottekantet overbygning med spåntækning på et grundmuret fundament med jordomgang og kælder. Det er en relativt lille mølle med et vindfang på 15 meter og krøjer manuelt. Møllen er omfattende restaureret i 1991, hvor den 26. juni kunne åbnes for publikum. Møllens indretning og historie er grundigt beskrevet på plancher, der er ophængt uden for møllen.

## Konstruktion og teknik
.
Vestervig Klostermølle er en ottekantet hollandsk mølle med kælder. Møllen har tre lofter over kælderen og er beklædt med spån. Hatten er bådformet. Vingerne har hækværk til sejl. Krøjeværket er manuelt betjent.